# Telephanus declivis
Telephanus declivis es una especie de coleóptero de la familia Silvanidae.

## Distribución geográfica
Habita en Haití.